# Pompeo Coppini
Pompeo Coppini (Moglia, 19 maggio 1870 – San Antonio, 26 settembre 1957) è stato uno scultore italiano naturalizzato statunitense.

## Biografia
Nacque a Moglia in provincia di Mantova, figlio di Giovanni e Leandra (Raffa) Coppini, al seguito dei quali, dopo pochi anni, si trasferì a Firenze dove studiò presso l'Accademia di Belle Arti avendo tra gli altri come insegnante, lo scultore Augusto Rivalta.
 Aprì con alterne vicende studi a Firenze, a Pietrasanta e a Seravezza ma l'attività di scultore non gli assicurava redditi sufficienti costringendolo ad altri saltuari mestieri. Nel 1896 s'imbarcò a Genova sulla nave tedesca SS Kaiser William II, ed emigrò in America. 
 Nei primi tempi difficili, a New York, affrontò la miseria assoluta e meditò il suicidio. Ma imparato l'inglese, cominciò a farsi conoscere come artista ottenendo numerose commissioni scultoree. Nel 1898 sposò Elisabetta di Barberi e nel 1901 ottenne la cittadinanza americana. Alla fine dello stesso anno Coppini, ottenuta una commissione a San Antonio, vi si trasferì.

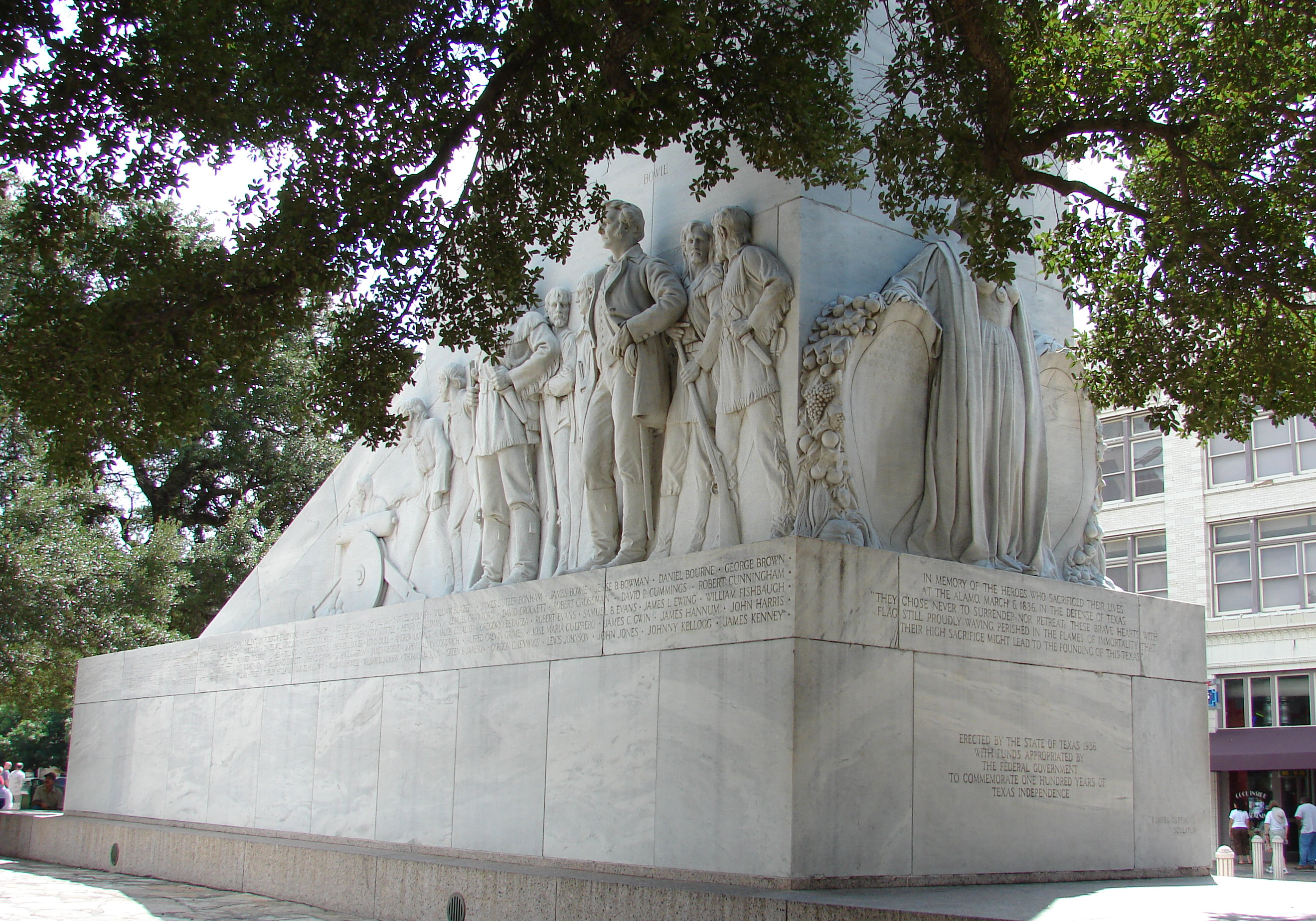
Memoriale dei difensori di Alamo di Pompeo Coppini

 Gli vennero commissionati i monumenti commemorativi e patriottici più importanti del Texas fra i quali l'imponente Cenotafio degli Eroi di Alamo. Divenuto uno degli scultori più richiesti negli USA, nella sua lunga carriera lavorò a Chicago (1915-1922), a New York (sino al 1936) e in altre città americane e in Messico. Nel 1941 venne nominato dottore di belle arti dell'Università di Waco Texas e dal 1943 al 1945 è professore capo del dipartimento d'arte della Trinity University.

## Alcune opere
- Monumento ai Terry's Texas Rangers (1907), Austin, terreni del Palazzo del Governo del Texas
- Monumento alla Brigata Hood (1910), Austin, terreni del Palazzo del Governo del Texas
- Cenotafio degli Eroi di Alamo (1936), San Antonio, Texas
- Monumento ai "Martiri di Guerra" (1950), giardino antistante le scuole elementari di Moglia (MN)